# Tschajky (Butscha)
Tschajky (ukrainisch Чайки; russisch Чайки Tschaiki) ist ein Dorf im Zentrum der ukrainischen Oblast Kiew mit mehr als 15.000 Einwohnern (2020).

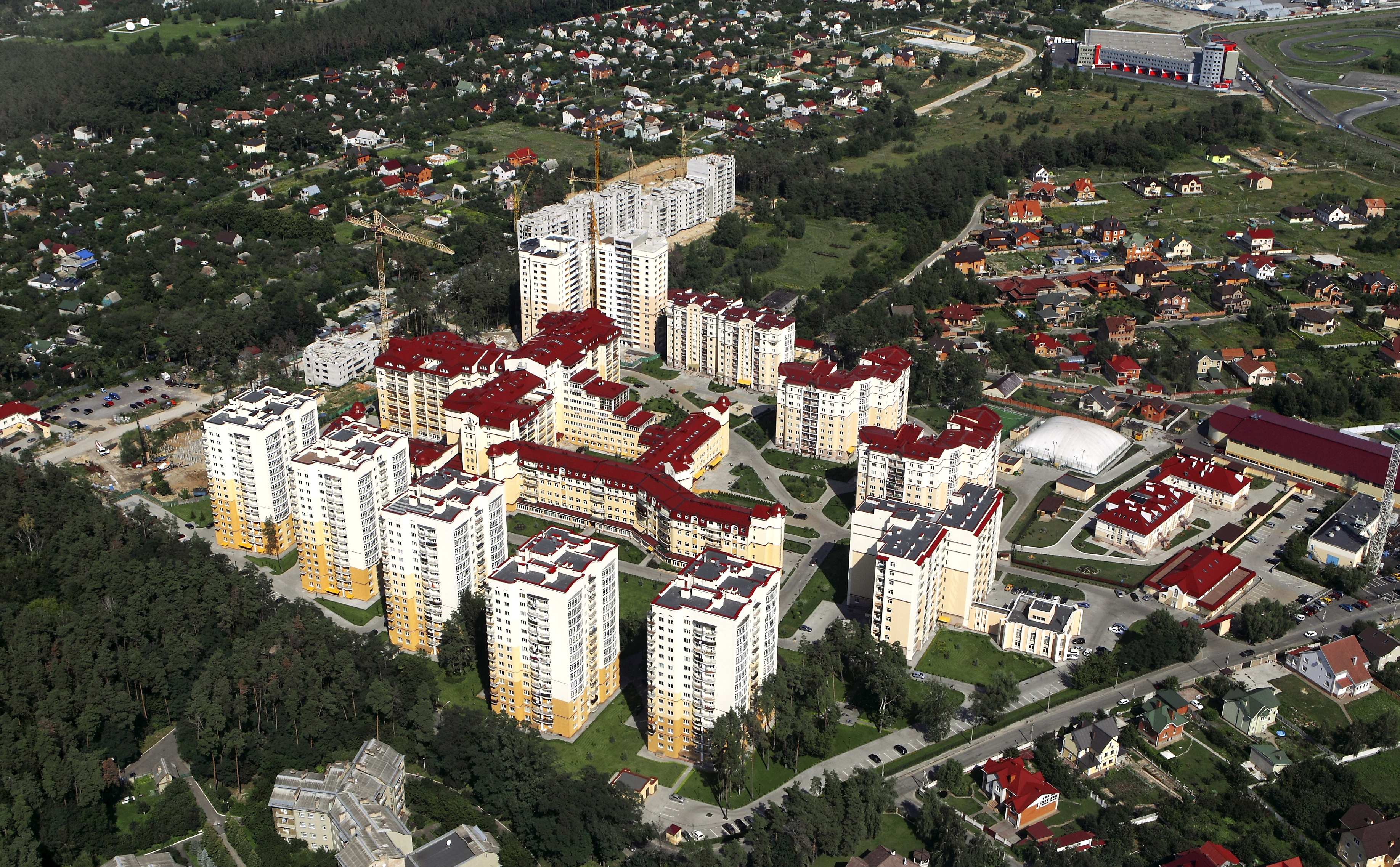
Tschajky aus der Luft

Der Vorort von Kiew liegt im Südosten des Rajon Butscha. auf einer Höhe von 135 m, 8 km nordwestlich vom Gemeindezentrum Sofijiwska Borschtschahiwka, 19 km südlich vom Rajonzentrum Butscha und 19 km westlich der Innenstadt von Kiew.
Durch den Bau eines Wohnkomplexes ist die Bevölkerung der Ortschaft in den letzten Jahren stark angestiegen und ein weiterer steiler Anstieg der Bevölkerungszahl ist prognostiziert. Der Bau des auf 25.000 Menschen ausgelegten Wohnkomplexes soll bis 2025 abgeschlossen sein.
Beim Dorf liegt der Sportkomplex Tschajka (спорткомплекс «Чайка») auf dem sich eine Kartbahn, ein Sportstadion und der Flugplatz Tschajka, auf dem Fallschirmjäger und Piloten ausgebildet werden, befindet.
Zwei Kilometer nördlich vom Dorf verläuft die Fernstraße M 06/ E 40.
Am 12. Juni 2020 wurde das Dorf ein Teil der neugegründeten Landgemeinde Borschtschahiwka, bis dahin war es ein Teil der Landratsgemeinde Petropawliwska Borschtschahiwka im Zentrum des Rajons Kiew-Swjatoschyn.
Am 17. Juli 2020 kam es im Zuge einer großen Rajonsreform zum Anschluss des Rajonsgebietes an den Rajon Butscha.

## Demografische Entwicklung
| Jahr      | 2013      | 2020        |
| --------- | --------- | ----------- |
| Einwohner | ca. 5.000 | über 15.000 |